# Великий Устюг (станция)
Великий Устюг — тупиковая железнодорожная станция в городе Великий Устюг Вологодской области. Расположена на железнодорожной ветке Ядриха — Великий Устюг Северной железной дороги. Осуществляет грузовые и сезонные пассажирские операции.

## История
В 1867 году был предложен проект строительства Вятско-Двинской железной дороги, которая должна была соединить Вятку с селом Котлас на берегу Северной Двины. Известие о начале изыскательских работ вызвало смешанную реакцию в Великом Устюге: в городском собрании остались недовольны тем, что город окажется в стороне от транспортного пути и в 1872 году направили ходатайство вологодскому губернатору о перенаправлении линии с Котласа на место слияния Сухоны и Юга, в то время как судовладельцы отмечали, что выгоднее было бы потратить средства на очистку и углубление русла Малой Северной Двины дабы избавиться от летнего мелководья. Идея прокладки железной дороги не осталась без внимания, но изыскания возможности прокладки пути до Дымково подтвердили правильность выбора трассы на Котлас по причине более ровного профиля местности.
В 1880 году Рыбинский купец Биншток получил разрешение на изыскание на собственные средства маршрута для прокладки железной дороги между Кинешмой и Великим Устюгом. Изначально дорогу предполагалось вести через Кадый, Судиславль, Галич, Чухлому и Солигалич, а далее по берегу Сухоны. Но в мае 1881 года он ходатайствовал об изменении трассы: при оставлении начального и конечного пунктов предприниматель хотел вести дорогу уже через Макарьев, Котельнич и Никольск. Но, не закончив изыскательских работ, Биншток умер, после чего об идее забыли.
В 1899 году линия на Котлас была достроена. При этом устюжане не отказались от планов соединить город с железнодорожной сетью и в ноябре 1907 снова выдвинули предложение о прокладке путей к Кузинскому затону; в прессе начала XX века встречается информация об умышленном саботировании водных путей местными инженерами для убеждения властей в необходимости постройки железной дороги. Несмотря на это, идея была признана неперспективной. В 1913 году инженером Чмутовым была предложена линия между Костромой и посёлком Савватия, которую планировалось провести через Галич, Кологрив, Никольск и Великий Устюг, но проект так и остался нереализованным.
В 1916 году были созданы два проекта железной дороги в район нижнего течения Оби под общим названием «Великий Северный железнодорожный путь»: инженера Василия Вольтмана и художника и полярного исследователя Александра Борисова. Первый проект, подразумевавший прокладку линии напрямую к Беломорской железной дороге, был отклонён Министерством путей сообщения как неприемлемый, второй же, предполагавший постройку линии через Котлас, был вынесен на рассмотрение Государственной Думой.
После Октябрьской революции в 1918 году была образована Северо-Двинская губерния, центром которой стал Великий Устюг. В этом свете советское руководство решило поддержать проект Борисова, предполагавший также постройку ветки от главного хода Великого Северного пути до Великого Устюга, для чего планировалось построить станцию Удима. В 1920 году также было предложено построить ветку от разъезда Селиванове на Вятско-Двинской дороге до Аристово, ветка была одобрена, как более короткая, чем ветка от Удимы, но по причине невключения стройки в план на 1921 год все работы были приостановлены. При этом, 11 января 1921 года Северо-Двинский губсовнархоз рассмотрел проект и ходатайствовал о его реализации, а 23 января получил в ответ утверждённую смету строительства; в область была направлена Тихвинская техническая железнодорожная команда. 13 февраля, однако, на заседании президиума губсовнархоза в проекте были найдены грубые ошибки и принято решение найти проект 1913—1914 годов. В то же время Борисов продолжал агитировать за свой проект линии от станции Удима.
Поиски проекта затянулись до 1925 года. В сентябре 1925 года президиум Северо-Двинского губисполкома совместно с губернской плановой комиссией повторно рассмотрели проект и признали его крайне целесообразным и необходимым к исполнению в 1925—1926 годах. При этом предполагалось вести строительство на средства местного, а не государственного бюджета с привлечением сил Пермской железной дороги хозяйственным способом. Одновременно с этим в пятилетний план оказывается включённой Великая Северная дорога, что вносит коррективы в план строительства ветки на Устюг. Но с ликвидацией в 1929 году Северо-Двинской губернии вопрос строительства в Устюге железнодорожной станции оказался закрыт.
В 1944 году Великоустюгские горком и горисполком партии обратились в Народный комиссариат путей сообщения с ходатайством о строительстве в город 60-километровой линии от Северо-Печорской (бывшей Великой Северной) железной дороги. Ходатайство было одобрено, Союзтранспроект провёл изывкания, разработав проект будущей линии, была составлена смета. Но окончательное решение о строительстве принято не было, это потребовало нового обращения. Железнодорожная линия от станции Ядриха строилась с середины 1960-х военными строителями. Главным инженером был Попов А. В. Военные железнодорожники первоначально жили в палатках в 4-х километрах от Красавино. Из-за сложного рельефа местности станцию запланировали на некотором расстоянии от города. 23 декабря 1970 года сданы в эксплуатацию участок Ядриха — Красавино и железнодорожная станция Красавино. (Летопись Г. Чебыкиной). А первый поезд в Красавине встречали в начале 1971 года.
18 апреля 1977 года, станция Великий Устюг была торжественно открыта. 10 августа в 12 часов 23 минуты на станцию прибыл первый пассажирский поезд, а с 11 августа было установлено постоянное расписание движения пригородных поездов из Котласа. Железнодорожный вокзал был открыт спустя несколько лет — 23 сентября 1982 года. Пропускная способность на тот момент достигала 300 человек. Первоначально роль здания вокзала играл плацкартный пассажирский вагон, в котором располагалась и билетная касса.
В 2023 году на вокзале Великого Устюга был создан рекреационный центр, который в декабре на премии «Развитие регионов. Лучшее для России» был признан лучшим проектом по развитию туризма в стране.

## Описание
Станция расположена на северо-западной окраине Великого Устюга. Станция неэлектрифицированная, преимущественно грузового назначения. Неподалёку от неё расположены комбикормовый завод, пилорамы, ангары. Из тупиков вывозят древесину. В зимнее время, на новогодние праздники, на станцию прибывают туристические поезда.
Вокзал находится с юго-восточной стороны станции, к нему организован подъезд автотранспорта с федеральной автодороги А123 посредством Железнодорожной улицы, по которой здание вокзала имеет номер дома 1. Трёхэтажное здание вокзала 3 класса имеет вместимость 50 человек при площади 2258,4 м² и работает круглосуточно. Здание построено по индивидуальному проекту и отделано мрамором и гранитом, а также украшено мозаиками. В кассовом зале и зале ожидания висят люстры, произведённыя в Риге по специальному заказу. При вокзале оборудована низкая пассажирская платформа. На двух этажах здания находится рекреационный центр, состоящий из кафе, игровой зоны и фотозоны.

## Движение поездов
Начиная с 1999 года станция принимает туристические поезда разового назначения, так как с этого года Великий Устюг является «Родиной Деда Мороза». После строительства автомобильного моста через Северную Двину у города Котлас пригородное сообщение и регулярное сообщение дальнего следования не используются. В туристический сезон до 2022 года вводились одновагонный пригородный поезд № 6647/6648 Котлас — Ядриха — Великий Устюг, пассажирский поезд № 222 Москва — Великий Устюг.
За период с 30 декабря 2023 по 8 января 2024 года 11 специализированных поездов прибыло на станции «Котлас Южный» и «Великий Устюг». На 32,1 % увеличились перевозки желающих посетить вотчину Деда Мороза — поездами по маршрутам в Великий Устюг и Котлас перевезено 22,2 тыс. пассажиров, было специально назначено 15 поездов дальнего следования из различных городов страны — Нижнего Новгорода, Челябинска, Санкт-Петербурга, Москвы, Екатеринбурга, Казани. Также более 4000 тысяч путешественников доехали на поездах выходного дня «Мороз-экспресс», «Зимняя сказка», «Величие Севера».